# Mécanique et Moteurs
Die Société Mécanique et Moteurs war ein belgischer Hersteller von Automobilen und Motorräder.

## Unternehmensgeschichte
Das Unternehmen wurde Anfang 1903 gegründet und von einem Herr Martiny geleitet. Der Sitz war an der Rue Lairesse in Lüttich. Im selben Jahr begann die Produktion von Automobilen, Motorrädern, Motoren und Teilen. 1906 endete die Produktion. SA Hermès übernahm das Unternehmen.

## Automobile
Das erste Modell 16 CV hatte einen Vierzylindermotor mit OHV-Ventilsteuerung und einen Holzrahmen. 1904 gab es Motoren mit SV-Ventilsteuerung. 1905 erhielten die Fahrzeuge einen Stahlrahmen. Der 12 CV mit einem Zweizylindermotor folgte. 1905 standen der 8 CV mit einem Einzylindermotor sowie 18 CV und 35-50 CV im Sortiment.